# Breese am Seißelberge
Breese am Seißelberge ist ein Ortsteil der Gemeinde Nahrendorf im niedersächsischen Landkreis Lüneburg. 
Das Dorf liegt 2 km südöstlich vom Kernbereich von Nahrendorf. Südwestlich, 2,5 km entfernt vom Dorf, liegt das Naturschutzgebiet Kellerberg. Breese am Seißelberge liegt am nördlichen Rand der Göhrde, die mit 75 km² das größte zusammenhängende Mischwaldgebiet Norddeutschlands ist.
Der Bahnhof Göhrde, der sich auf dem Gebiet von Breese am Seißelberge befindet, ist ein Haltepunkt an der Bahnstrecke Wittenberge–Buchholz. Das heute unter Denkmalschutz stehende Gebäude wurde im Jahr 1874 erbaut. Es diente bis 1913 als Empfangsstation für kaiserliche Jagden im Staatsforst Göhrde.